# Centurionkaart

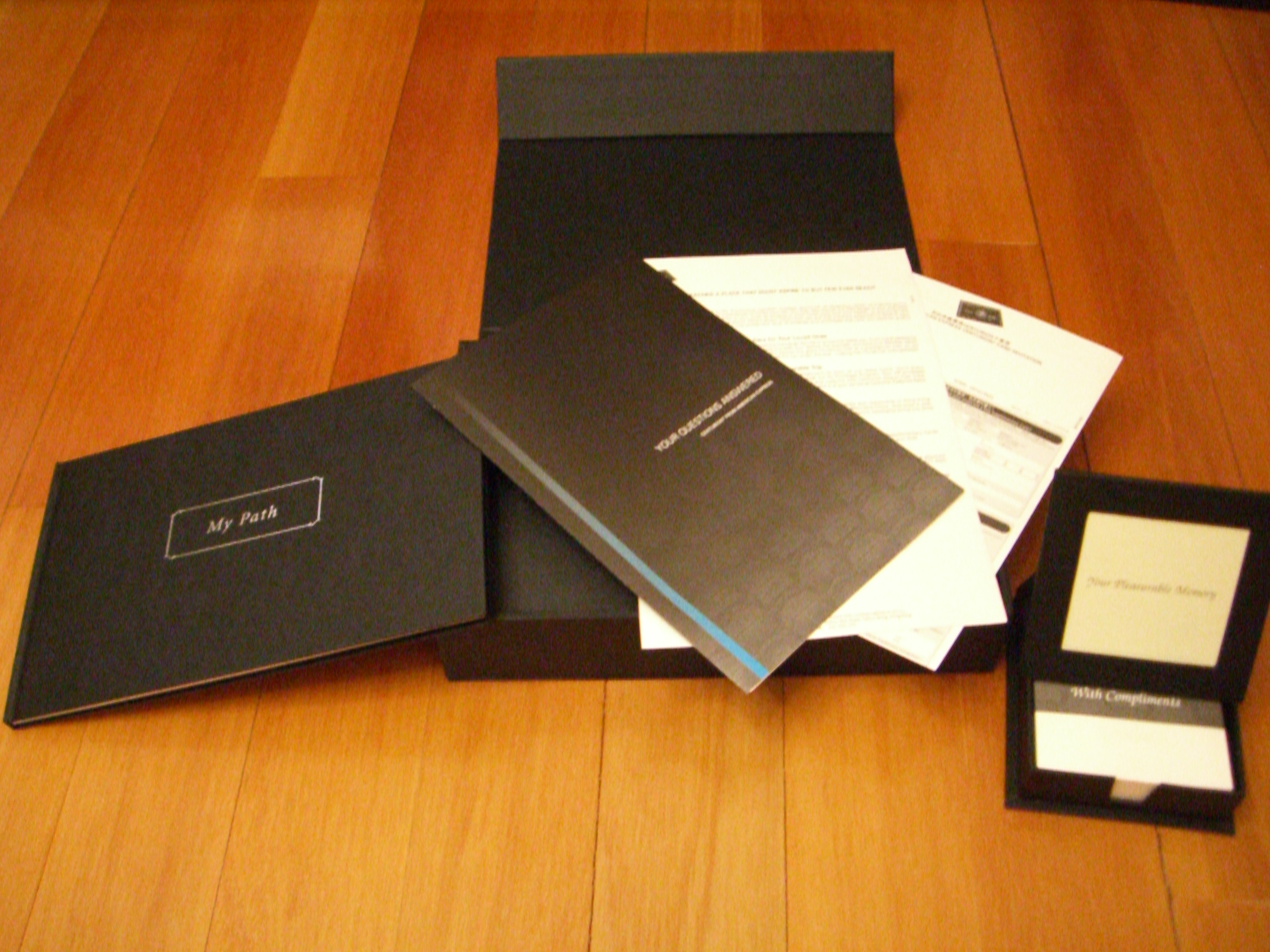
Hong Kong Centurion uitnodiging

De Centurionkaart, ook bekend als de "black card", is een betaalkaart van American Express. De Centurion geniet vooral bekendheid vanwege een legende uit de jaren 80 als kaart zonder uitgavelimiet voor de allerrijksten.
De kaart is in 2005 geïntroduceerd in Nederland en gemaakt van titanium. De Nederlandse variant is daarnaast ook voorzien van een chip en magneetstrip. De kaart is geen creditcard: alle bestedingen zijn direct door American Express te incasseren van de bankrekening van de kaarthouder.
De kaart is alleen op uitnodiging verkrijgbaar en kent een jaarlijks en eenmalig tarief van € 4.000. De uitnodiging wordt verstuurd aan houders van een American Express Platinum-kaart met de hoogste kredietwaardigheid, een persoonlijk jaarlijks inkomen van meer dan 180.000 euro, een jaarlijks bestedingspatroon van meer dan 500.000 euro en een schoon betalingsverleden.
In Nederland zijn naar schatting 1400 Centurion-kaarthouders.